# Osm statečných
Osm statečných, v anglickém originálu Eight Below, je film USA natočený Frankem Marshallem v roce 2006.

## Děj
Film popisuje příběh 8 tažných psů (6 sibiřských husky – Maya, Starý Jack, Shorty, Max, Dewey, Thruman a 2 malamutech – Shadow a Buck), kteří museli sami zůstat a přežít na Antarktidě. Jejich majitel, Jerry, který je velmi miloval, musel ze základny odejít, protože se rozpoutala velká bouře a veškerý personál byl odvolán. Letadlo, které mělo všechny ze stanice McMurdo evakuovat, bylo přetížené kvůli výbavě výzkumníka, který přišel hledat na Antarktidu meteorit z Merkuru. Proto museli psi zůstat v krutých místních podmínkách. Film zachycuje život psů o samotě i Jerryho stesk po nich. Vyčítá si, že právě on může za to, že tam psy museli nechat. Nakonec se mu podaří na antarktickou základnu dostat a je překvapen, když zjistí, že krom Starého Jacka se všichni psi dostali ze řetězů a utekli. Nachází i Mayu, která je zraněná, a objeví i zbytek skupiny, kde chybí jen Dewey, který také zemřel.

## Pozadí příběhu
Příběh byl sepsán podle skutečné události z roku 1958, ve skutečnosti se ale odehrál se sachalinskými husky. Japonská expedice musela opustit 15 psů a když se po roce vrátila, dva psi (bratři Jiro a Taro) byli stále naživu. Dalších sedm bylo stále uvázáno a mrtvých a pět bylo pohřešováno a jeden zemřel přímo před polární stanicí Showa Station. Taro se vrátil do Sappora v Japonsku a žil na Universitě Hokkaidó až do své smrti v roce 1970. Po smrti byl vycpán a vystaven v universitním museu. Jiro zemřel v Antarktidě roku 1960 z přirozených příčin.